# Vignes (Yonne)
Vignes es una localidad y comuna francesa situada en la región de Borgoña, departamento de Yonne, en el distrito de Avallon y cantón de Guillon.

## Demografía
| 320 | 319 | 328 | 309 | 352 | 363 | 320 | 380 | 280 | 272 | 271 | 247 | 237 | 237 | 246 | 248 | 234 | 243 | 232 | 227 | 186 | 180 | 163 | 144 | 137 | 134 | 128 | 132 | 80 | 83 | 78 | 68 | 87 |
| Para los censos de 1962 a 1999 la población legal corresponde a la población sin duplicidades (Fuente: INSEE [Consultar]) |     |     |     |     |     |     |     |     |     |     |     |     |     |     |     |     |     |     |     |     |     |     |     |     |     |     |     |    |    |    |    |    |